# Liste der denkmalgeschützten Objekte in Hostouň u Prahy
Grundlage dieser Liste der denkmalgeschützten Objekte in Hostouň u Prahy ist die ÚSKP-Liste (Ústřední seznam kulturních památek České republiky, deutsch Zentrale Liste der Kulturdenkmäler der Tschechischen Republik), die von der tschechischen Denkmalschutzbehörde NPÚ (Národní památkový ústav, deutsch Nationale Denkmalbehörde) seit 1987 geführt wird und an die seit dem Jahr 1850 geschaffenen Listen anschließt.

## Denkmalgeschützte Objekte nach Ortsteilen

### Hostouň u Prahy
| Lage                                                           | Objekt                   | Beschreibung | ÚSKP-Nr.                 | Bild           |
| -------------------------------------------------------------- | ------------------------ | --- | ------------------------ | -------------- |
| Hostouň u Prahy (Standort)                                     | Bartholomäuskirche       | Einschiffiges Gebäude mit halbkreisförmigem, eingerücktem Chor. Ursprünglich eine mittelalterliche Kirche, im frühen 18. Jahrhundert erweitert. 1773 wurde ein Turm hinzugefügt. Weitere Anpassungen erfolgten im 19. Jahrhundert. Die Kirche ist von einer Mauer mit Toren umgeben. | 26129/2-507 Info Katalog | weitere Bilder |
| Hostouň u Prahy, etwa 1 km westlich der Ortschaft (Standort)   | Neuer Jüdischer Friedhof | Der neue jüdische Friedhof in Hostoun wurde 1856 gegründet. Ende des 20. Jahrhunderts wurde er restauriert. Es gibt ungefähr 300 Grabsteine aus der Zeit 1856–1936. | 39633/2-508 Info Katalog | weitere Bilder |
| Hostouň u Prahy, etwa 1,5 km westlich der Ortschaft (Standort) | Alter Jüdischer Friedhof | Die jüdischen Friedhöfe in Hostouň sind die einzigen materiellen Überreste und Erinnerungen an die jüdische Kultur und Siedlung, die hier vom späten 17. Jahrhundert bis in die 1940er Jahre existierte. Der älteste noch barocke Grabstein stammt aus dem Jahr 1786.                | 39604/2-508 Info Katalog | weitere Bilder |